# Beezie Madden
Pour les articles homonymes, voir Madden.
Elizabeth « Beezie » Madden (née Elizabeth Patton) est une cavalière de saut d'obstacles américaine née le 20 novembre 1963 à Milwaukee (Wisconsin) aux États-Unis.

## Biographie
Elle a grandi avec les chevaux, débuté la compétition dès l'âge de six ans et la compétition internationale en 1987.

## Palmarès mondial
- 2003 : médaille d'or par équipe aux Jeux panaméricains de Saint Domingue en République dominicaine avec Conquest II.
- 2004 : médaille d'or par équipe aux Jeux olympiques d'Athènes en Grèce avec Authentic[2].
- 2006 : médaille d'argent individuelle et par équipe aux Jeux équestres mondiaux d'Aix-la-Chapelle en Allemagne avec Authentic.
- 2007 : vainqueur du Grand Prix CSI-5* d'Aix-la-Chapelle en Allemagne avec Authentic.
- 2008 : médaille d'or par équipe et de bronze individuelle aux Jeux olympiques de Pékin en Chine avec Authentic[2]
- 2013 : vainqueur de la finale coupe du monde de saut d'obstacles 2012-2013 à Göteborg (Suède) avec Simon
- 2014 : médaille de bronze de la Finale à 4 des Jeux équestres mondiaux de 2014 en Normandie, avec Cortes 'C'
- 2018 : vainqueur de la finale de la coupe du monde de saut d'obstacles 2017-2018 à Paris avec Breitling LS[3]